# Patrick Manning
Pour les articles homonymes, voir Patrick Manning (historien) et Manning.
Patrick Manning, né le 17 août 1946 à San Fernando (Trinité-et-Tobago) et mort le 2 juillet 2016 dans la même ville, est un géologue et homme politique trinidadien, Premier ministre du 17 décembre 1991 au 9 novembre 1995 et du 24 décembre 2001 au 25 mai 2010,.

## Biographie
Patrick Manning est né le 17 août 1946 à San Fernando dans une famille si pauvre qu'il portait des chemises cousues dans des sacs de farines. Son père est chimiste et sa mère enseigne dans une école privée. Manning suit sa scolarité primaire puis secondaire dans sa ville natale, au collège de la Présentation (en) dont il sort diplômé en 1965. Il travaille alors dans une raffinerie de Texaco à Pointe-à-Pierre (en) Puis il part en 1966 pour étudier la géologie sur le campus de Mona de l’Université des Indes occidentales en Jamaïque dont il sort diplômé en 1969. Il travaille ensuite comme opérateur de raffinerie puis comme géologue à Trinidad toujours pour Texaco.
Il entre en politique en 1971 avec le parrainage d'Eric Williams, en devenant député pour la circonscription de San Fernando East (en) sous l'étiquette du Mouvement national du peuple (PNM). L'année suivante, il se marie avec Hazel Anne-Marie Kinsale. Entre 1971 et 1978, il sert comme secrétaire parlementaire auprès de plusieurs ministères : Infrastructures et Transports, Pétrole et Mines, Industrie et Commerce, Énergie et Ressources naturelles. En 1978, il est désigné comme Secrétaire d'État ((en) (junior minister) au ministère des Finances, puis Ministre de l'Information et Ministre de l'Industrie et du Commerce en 1981 dans le gouvernement de George Chambers. En 1986, il est l'un des trois seuls députés du PNM à être élu lors des élections législatives (en), il devient alors le Chef de l'opposition et trois mois après, il est désigné comme le chef du PNM.
Il mène son parti à la victoire lors des élections législatives (en) en remportant vingt-et-un sièges sur trente-six et devient Premier Ministre de Trinité-et-Tobago. Durant son gouvernement, il fait reconnaitre le Pan comme l'instrument national de Trinité-et-Tobago, cette décision provoque des remous dans la communauté indo-trinidadienne dont certains secteurs voient cette promotion comme une mise en avant de l'héritage afro-trinidadien à leur détriment. Les oppositions à Manning croissent au point que certains députés démissionnent, et en 1995, Occah Seepaul, première femme élue Speaker de la Chambre des représentants, est mise aux arrêt par Manning et des élections législatives (en) sont convoquées. Le PNM remporte le plus de suffrages des trois partis en lice, mais une alliance entre le Congrès national uni (UNC) et l'Alliance nationale pour la reconstruction (en) (NAR) se crée et Manning est remplacé par le leader de l'UNC, Basdeo Panday, qui devient le premier indo-trinidadien à diriger le gouvernement. Réélu député de San Fernando East (en), Manning redevient aussi le Chef de l'opposition.
La campagne des élections de 2000 (en) est entachée d'accusations de corruption électorale et de contestations judiciaires concernant des allégations de fraude à l'inscription des électeurs ; la police arrêta au moins vingt-et-une personnes accusées d'avoir déplacé les électeurs vers les provinces où les élections étaient les plus serrées. Les deux principaux partis, l'UNC au pouvoir et le PNM d'opposition, annoncent pendant la campagne électorale leur intention de contester devant les tribunaux plusieurs nominations de candidats de l'autre parti. Le troisième parti, la NAR, accuse les deux principaux partis de polariser le pays selon des clivages ethniques. Finalement, l'UNC gagne deux sièges, à dix-neuf représentants sur trente-six, Basdeo Panday est de nouveau Premier Ministre et Patrick Manning, réélu pour la circonscription de San Fernando East (en) reste Chef de l'opposition. Ce sont des tensions au sein du parti majoritaire, quand en octobre 2001, trois députés de l'UNC votent contre des projets de loi du gouvernement qui poussent Basdeo Panday à convoquer de nouvelles élections.
Pendant la campagne des élections de 2001 (en), les deux principaux partis rivalisent de promesses sociales, Patrick Manning promet davantage d'argent pour les personnes âgées, le règlement de tous les arriérés de traitement envers les fonctionnaires, une avance sur salaire d'un mois et une réduction des impôts dans les cent premiers jours si son parti remporte les élections. Basdeo Panday promet lui des manuels gratuits à tous les élèves de primaire et une subvention annuelle pour les élèves du secondaire s'il est réélu. C'est finalement l'UNC qui remporte le plus de voix, mais chacun des deux premiers partis obtient dix-huit sièges. Face à cette situation, Le président Arthur N. R. Robinson désigne alors Manning pour former le gouvernement. il expliqua son choix par des considérations « morales » et la prise en compte de « valeurs spirituelles ». Bien que redevenu Premier Ministre, Manning ne peut faire élire un Speaker de la Chambre des représentants et légifère sans parlement, cependant la nécessité d'adopter un budget l'oblige à convoquer de nouvelles élections en septembre 2002.
La campagne des élections de 2002 (en) est très tendue, les deux principaux protagonistes échangeant insultes et calomnies. Mais elle se conclut par la victoire du PNM qui remporte vingt sièges contre seize pour l'UNC et Manning reste Premier Ministre. Comme succès, on lui attribue d'avoir su réduire la pauvreté dans le pays et attiré des milliards de dollars d'investissements pour les industries pétrochimiques. Mais il a également été critiqué pour avoir négligé les dépenses de santé et pour s'être lancé dans de grands projets de construction. Manning s'est engagé à plusieurs reprises à apporter l'unité au pays, mais une grande partie des quelque 1,3 million d'habitants du pays restent profondément divisés selon des critères ethniques. Malgré tout, il remporte les élections législatives de 2007 (en) avec vingt-six sièges sur quarante-et-un. Le vote dans le pays s’est largement déroulé selon des critères ethniques. Le soutien au PNM est élevé parmi les Trinidadiens d'ascendance africaine, qui représentent plus de trente-sept pour cent de la population. Le gouvernement de Manning est également frappé par des accusations de corruption publique et sa popularité chute au cours de ses dernières années, avec une série de scandales et une criminalité croissante.
Le 8 avril 2010, Patrick Manning demande au président, George Maxwell Richards, de dissoudre le Parlement, la veille de l'examen par ce dernier d'une motion de censure contre son gouvernement. La motion avait été déposée en mars par la nouvelle chef de l'UNC, Kamla Persad-Bissessar. Elle accusait le gouvernement de manque de surveillance sur les scandales de corruption impliquant une société gouvernementale de développement urbain. De plus, une faction menée par Keith Rowley s'était créée au sein du PNM affaiblissait la position de Manning au Parlement. L'opposition critique la dissolution du parlement comme un acte de lâcheté de la part de Manning. Les élections se tiennent le 24 mai 2010 et voit la victoire de l'UNC allié au Congrès du peuple (COP) et à l'Organisation populaire de Tobago (TOP) dans le cadre Partenariat du peuple. Patrick Manning est réélu député de circonscription de San Fernando East (en), mais cède sa place à Kamla Persad-Bissessar comme Premier ministre et à Keith Rowley comme Chef de l'opposition. 
En 2012, Manning est victime d'un accident vasculaire cérébral et décide en 2013 de ne pas se représenter à l'élection de 2015. Il meurt le 2 juillet 2016 des suites d'une leucémie aigüe myéloïde.